# Cathédrale Sainte-Marie de Sheffield
Cette  cathédrale ne doit pas être confondue avec une autre cathédrale de Sheffield.
 D’autres cathédrales portent le nom de cathédrale Sainte-Marie.
La cathédrale Sainte-Marie (en anglais : Cathedral Church of St Marie) est la cathédrale catholique romaine de la ville de Sheffield, en Angleterre. 
Elle se trouve à côté de la principale rue commerçante de la ville, et elle est facilement visible grâce à sa grande flèche. Remarquable exemple d'une église catholique romaine anglaise, elle comporte une importante décoration intérieure, avec notamment des autels latéraux, des statues historiques et des carreaux peints. Elle a été réorganisée sensiblement à la suite du concile Vatican II.
Elle est devenue une cathédrale le 30 mai 1980, à la suite de la création du diocèse de Hallam. 

## Histoire
La première chapelle catholique post-réforme de Sheffield, datant du début du XIXe siècle, est rapidement devenue trop petite à la suite de la révolution industrielle. La famille des ducs de Norfolk contribua de manière décisive à la base financière de la construction de l'église actuelle. Dès 1850, l'année du rétablissement de la hiérarchie catholique en Angleterre, la nouvelle église paroissiale a été mise en service sous le patronage de la Vierge Marie. La consécration solennelle eut lieu en 1889, après le remboursement de toutes les dettes.
Durtant la Seconde Guerre mondiale, la plus grande partie des vitraux a pu être sauvée grâce à un déménagement. Une rénovation intérieure avec adaptation aux directives liturgiques du concile Vatican II a été effectuée en 1970-1972.

## Architecture et décoration
Matthew Ellison Hadfield (en) a conçu l'église Sainte-Marie en s'inspirant d'une église du XIVe siècle située à Heckington, dans le Lincolnshire, dans des formes du Decorated Gothic (XIIIe-XIVe siècles). Il s'agit d'une église à plan basilical à trois nefs avec un transept bas et un chœur en retrait. Comme à Heckington, celui-ci se termine par un mur droit avec une grande fenêtre à meneaux. La tour principale au sud-ouest, avec sa flèche conique et ses quatre pinacles, ressemble également au modèle. À l'est, sur le front de rue, se trouve le bâtiment paroissial de style Tudor.

## Galerie

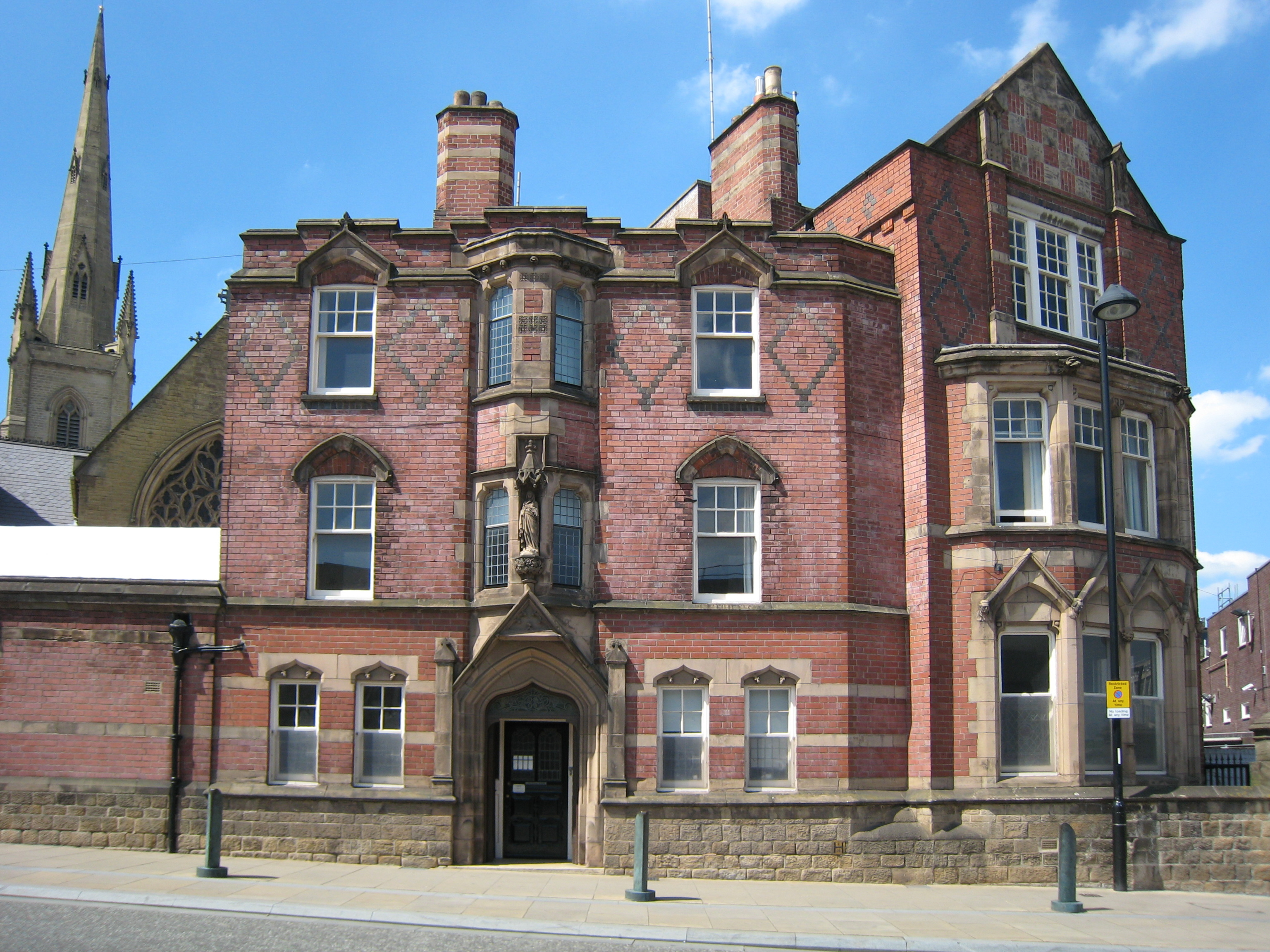
Le presbytère de la cathédrale.
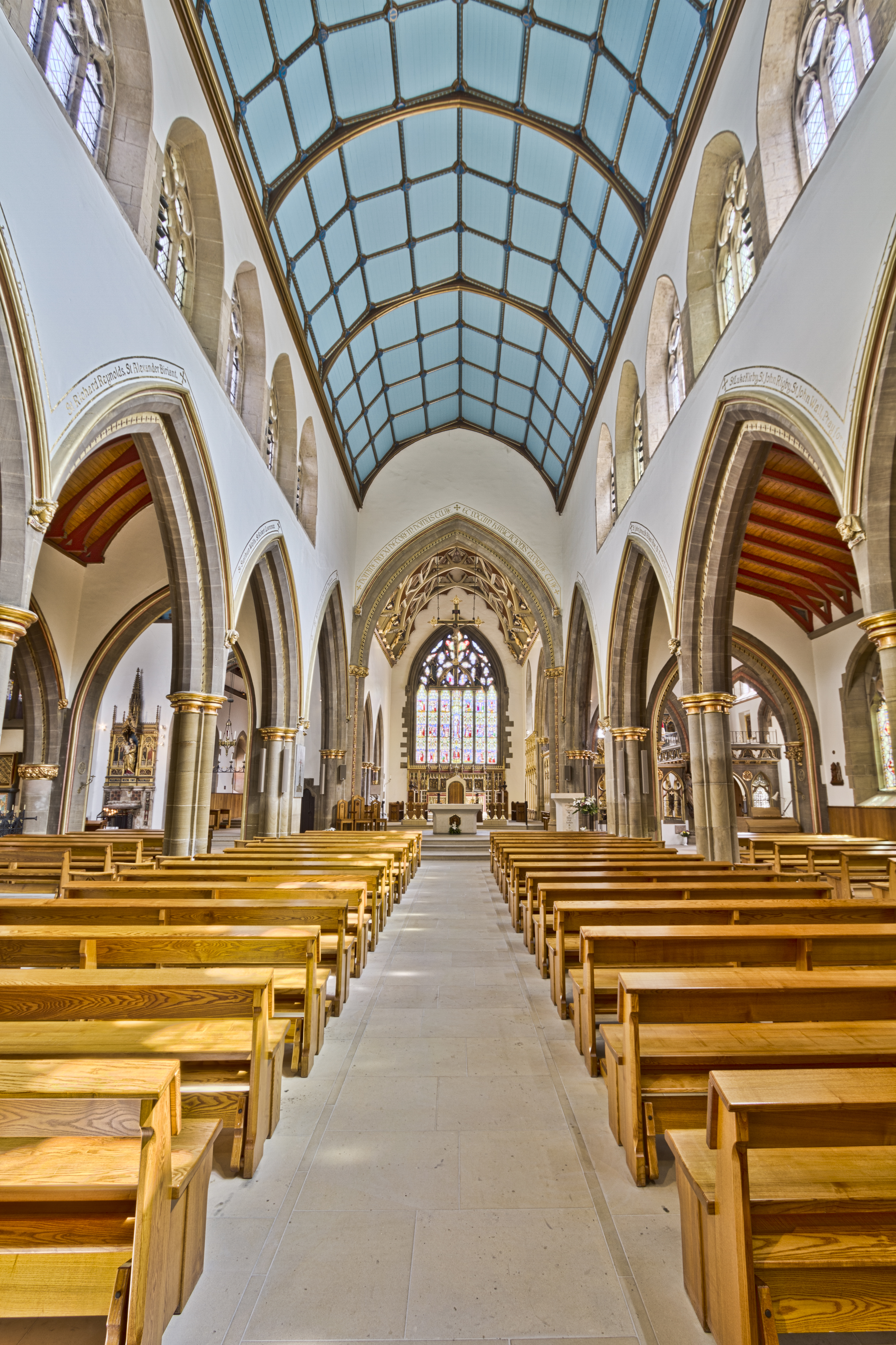
La nef.
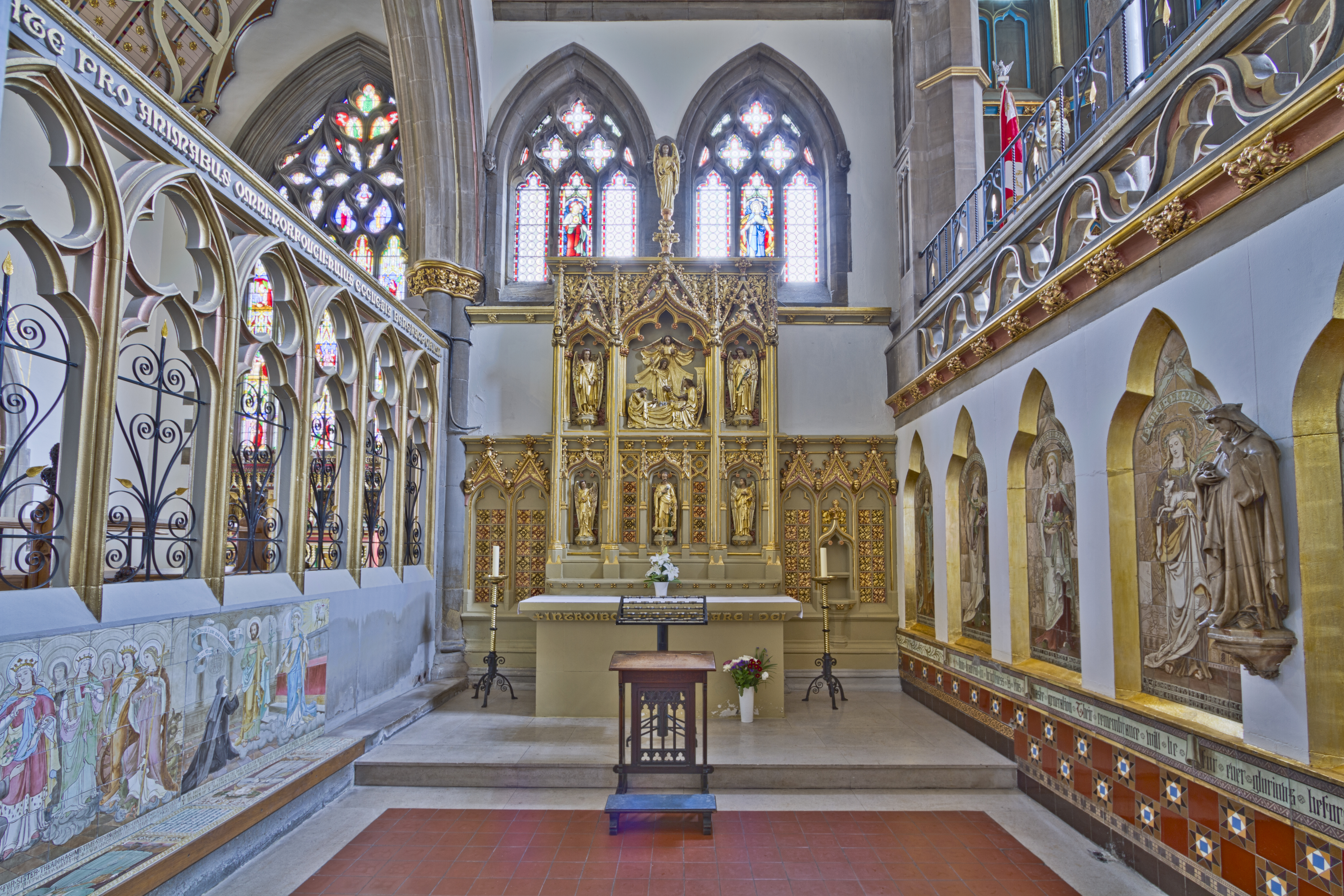
La chapelle Saint-Joseph.